# Bernifal
Bernifal – jaskinia położona w gminie Meyrals we francuskim departamencie Dordogne. Stanowisko archeologiczne z prehistorycznymi malowidłami i rytami naskalnymi. Od 1904 roku posiada status monument historique, w kategorii classé (zabytek o znaczeniu krajowym).

## Opis
Położona w lesie jaskinia została odkryta przypadkowo w 1898 roku, kiedy to w wyniku osunięcia się ziemi doszło do zarwania stropu. Jako pierwszy przebadał ją w 1902 roku Denis Peyrony. W późniejszych latach badali ją H. Breuil (lata 20. XX w.), Chr. i Cl. Archambeau (lata 70. i 80.) i A. Roussot (lata 80.).
Jaskinia składa się z trzech galerii połączonych korytarzem. Jej oryginalne wejście, zabezpieczone obecnie metalowymi drzwiami, zostało odsłonięte w 1935 roku przez Denisa Peyrony. Na ścianach jaskini znajduje się ponad 100 malowideł i rytów naskalnych, przedstawiających zwierzęta (głównie mamuty, a także m.in. konie, żubry i tury), negatywowe odciski rąk i trapezowate znaki, tzw. tectiforme, o nieznanym znaczeniu. Jedno z malowideł przedstawia również twarz ludzką. Dzieła te identyfikowane są z kulturą magdaleńską i datowane na ok. 12-14 tys. lat.
Jaskinia stanowi obecnie własność prywatną. W celu ochrony malowideł wewnątrz jaskini nie ma założonego oświetlenia elektrycznego, zabronione jest także wnoszenie jakiegokolwiek sprzętu przez zwiedzających.

## Kreacjonizm
Jaskinia Bernifal stanowi obiekt zainteresowania środowisk kreacjonistycznych, które opierając się na fotografii opublikowanej przez Jacka Cuozzo w książce Buried Alive twierdzą, iż na jednej ze ścian znajduje się wykute przedstawienie mamuta walczącego z dinozaurem. Wizerunek ten wykorzystywany jest jako argument przeciwko geologicznej skali czasu i współczesnej wiedzy o ewolucji świata zwierzęcego.
Jak jednak zaznaczają krytycy, rzekoma walka dinozaura z mamutem to efekt pareidolii, czyli doszukiwania się w przypadkowych kształtach znanych sobie wizerunków. Tekstura skały w tym miejscu nie różni się od innych miejsc w jaskini i jest to tylko kombinacja naturalnych wybrzuszeń i nacieków. Ponadto w ówczesnej sztuce nie wykonywano trójwymiarowych rzeźb, przedstawiając zwierzęta w formie malowideł i rytów.